# Erwin Heyn
Erwin Heyn, né à Vendenheim en 1941, est un peintre et graveur. Il vit et travaille à Eckartswiller en Alsace.

## Biographie
D'abord peintre, il peut, pendant son séjour en Suisse (1962-1966), travailler dans l'atelier du peintre Willi Meister qui accueille de jeunes peintres amateurs. Les paysages de l'Emmental puis ceux du Kochersberg en Alsace sont ses sujets de prédilection.
En 1969 il rencontre son épouse Christiane.
Il s'initie à l'eau-forte chez son ami Frank Wohlfahrt puis se tourne très vite vers la technique de l'aquatinte. Il grave Les Pierres du Silence inspirées des carrières des Baux de Provence, les Pierres de l'Ardèche et les Lieux sacrés inspirés de l'art roman.
Il profite de son séjour à Jockgrim, où il obtient le prix décerné par la Mobil Oil Ag de Wörth et le Zehnthaus de Jogckrim, pour fréquenter l'atelier du sculpteur Karl-Heinz Deutsch et se familiariser avec son travail, (bronze, pierre).
Après avoir pendant quelques années travaillé uniquement le noir et blanc, il aborde de nouveau la couleur par le biais de la gravure sur bois à partir de trois planches et des trois couleurs primaires. La richesse des couleurs et les matières obtenue lui ouvrent de nouvelles voies. Les épreuves d'essai sont les uniques matières premières de ses collages. D'abord proches des paysages, les collages évoluent peu à peu vers des formes plus architecturales puis vers l'abstraction.
Ses œuvres sont exposées au musée des Beaux Arts de Strasbourg, aux cabinet des Estampes de Strasbourg, de Mulhouse et de la BN de Paris, à la BNU de Strasbourg, à la F.N.A.C. de Paris et aux bibliothèques de Colmar, d'Obernai et de Bordeaux.[réf. nécessaire]

## Distinctions
- 1978 : Prix spécial du jury de la troisième Biennale européenne de la gravure de Mulhouse
- 1984 : Arbeitsstipendium offert par la Mobil Oil Ag de Wörth et le Zehnthaus de Jockgrim
- 1985 : Médaille de bronze au Salon de Chamalières
- 1985 : Grand Prix de la Ville de Mulhouse dans la catégorie « gravure »

## Éditions
- Joseph-Paul Schneider, Erwin Heyn-peintre et graveur, 1983 (aux dépens de l'artiste).
- Jean Joubert, Couleurs du Jour, Édition Simoncini Luxembourg, 1984.
- Guy-Michel Brandtner, Parallèles, 1985 (aux dépens de l'artiste).
- Jean Joubert, Joseph-Paul Schneider et Christiane Heyn, La Mémoire et l'Arbre, 1985.
- Michel Bernanos, Chapelles, Troyes, Édition les Cahiers Bleus, 1985.
- Joseph-Paul Schneider, Partage des jours, 1987 (aux dépens du graveur).
- Jean-Claude Walter, Douze Poèmes d'Amour, 2000.
- Musée du Château des Rohan à Saverne, Métamorphoses, 2006 (aux dépens du graveur).
- Erwin Heyn, Histoires d’œufs, 2010 (aux dépens de l'auteur).